# Наджар, Талал
Талал Наджар (араб. طلال نجار‎; 5 февраля 1953, Хомс — 22 февраля 2022, Хомс) — сирийский тяжелоатлет. Участник летних Олимпийских игр 1980 года, двукратный чемпион Азии 1981 и 1983 годов, двукратный чемпион летних Азиатских игр 1978 и 1982 годов.

## Биография
Талал Наджар родился 5 февраля 1953 года в сирийском городе Хомс.
Начал заниматься тяжёлой атлетикой в 1969 году. Через два года впервые завоевал серебряную медаль чемпионата Сирии. В 1975 году стал чемпионом страны.
Четырежды выигрывал чемпионат арабских стран в 1974, 1976, 1978 и 1985 годах.
Дважды становился чемпионом летних Азиатских игр: в 1978 году в Бангкоке в весовой категории до 110 кг и в 1982 году в Нью-Дели в весе свыше 110 кг.
Трижды выигрывал медали Средиземноморских игр в весе свыше 110 кг: золотую в 1979 году в Сплите, серебряную в 1983 году в Касабланке, бронзовую в 1987 году в Латакии.
В 1980 году вошёл в состав сборной Сирии на летних Олимпийских играх в Москве. В весовой категории свыше 110 кг занял последнее, 8-е место при четырёх не завершивших выступление, подняв в сумме двоеборья 362,5 кг (157,5 кг в рывке + 205 кг в толчке) и уступив 77,5 кг завоевавшему золото Султану Рахманову из СССР.
Дважды выигрывал чемпионат Азии: в 1981 году в Нагое и 1983 году в Дамаске.
В 1987 году завершил выступления. Работал тренером по тяжёлой атлетике, администратором. В 2000—2003 годах был вице-президентом Федерации тяжёлой атлетики Сирии.
Умер 22 февраля 2022 года в Хомсе.